# Cavall dels Outer Banks
El cavall dels Outer Banks és una raça de cavall domèstic feral (Equus ferus caballus) que viu a les illes dels Outer Banks de Carolina del Nord (Estats Units). És una raça petita, robusta i de temperament dòcil. La població fundadora ancestral, que descendia de cavalls espanyols domesticats i que possiblement fou portada a les Amèriques al segle xvi, podria haver esdevingut feral després de sobreviure a naufragis o ser abandonada a les illes per una de les expedicions exploradores liderades per Lucas Vázquez de Ayllón o sir Richard Grenville. N'hi ha poblacions a Ocracoke Island, Shackleford Banks, Currituck Banks i al Rachel Carson Estuarine Sanctuary.